# Coppa Italia Dilettanti Puglia
La Coppa Italia Dilettanti Puglia è il massimo torneo calcistico a eliminazione diretta della regione Puglia. Istituito nel 1991-1992, consente al vincitore di partecipare alla fase nazionale della Coppa Italia Dilettanti.

## Coppa di Eccellenza

### Albo d'oro
| Stagione | Vincitrice                                 | Finalista                                  | Risultato                                  | Luogo                                      | Coppa Italia Dilettanti                    |
| -------- | ------------------------------------------ | ------------------------------------------ | ------------------------------------------ | ------------------------------------------ | ------------------------------------------ |
| 1991-92  | Noci                                       |                                            |                                            |                                            |                                            |
| 1992-93  | Campi Salentina                            |                                            |                                            |                                            | Semifinale                                 |
| 1993-94  | San Severo                                 |                                            |                                            |                                            | Quarti di Finale                           |
| 1994-95  | Trepuzzi                                   |                                            |                                            |                                            | Quarti di Finale                           |
| 1995-96  | Noicattaro                                 |                                            |                                            |                                            | Semifinale                                 |
| 1996-97  | Noicattaro                                 |                                            |                                            |                                            | Campione                                   |
| 1997-98  | Squinzano                                  |                                            |                                            |                                            | Finalista                                  |
| 1998-99  | Taurisano                                  |                                            |                                            |                                            | Finalista                                  |
| 1999-00  | Castellaneta                               |                                            |                                            |                                            | Quarti di Finale                           |
| 2000-01  | Castellaneta                               |                                            |                                            |                                            | 1º Turno                                   |
| 2001-02  | San Paolo Bari                             |                                            |                                            |                                            | 1º Turno                                   |
| 2002-03  | Francavilla                                |                                            |                                            |                                            | Quarti di Finale                           |
| 2003-04  | San Paolo Bari                             | Francavilla                                | 1-0 e 1-0                                  | Bari e Francavilla Fontana                 | Finalista                                  |
| 2004-05  | Real Altamura                              | Taurisano                                  | 2-1 e 1-1                                  | Taurisano e Altamura                       | Finalista                                  |
| 2005-06  | Lucera                                     | Copertino                                  | 2-0                                        | Noicattaro                                 | 1º Turno                                   |
| 2006-07  | Francavilla                                | Noci                                       | 2-1                                        | Fasano                                     | 1º Turno                                   |
| 2007-08  | Francavilla                                | Victoria Locorotondo                       | 1-0                                        | Fasano                                     | 1º Turno                                   |
| 2008-09  | Casarano                                   | Liberty Bari                               | 2-0 (dts)                                  | Francavilla Fontana                        | Campione                                   |
| 2009-10  | Nardò                                      | Liberty Molfetta                           | 4-2                                        | Francavilla Fontana                        | Quarti di Finale                           |
| 2010-11  | Monopoli                                   | Copertino                                  | 2-0                                        | Grottaglie                                 | Semifinale                                 |
| 2011-12  | Bisceglie                                  | Monopoli                                   | 1-0                                        | Bari                                       | Campione                                   |
| 2012-13  | Audace Cerignola                           | Pro Italia Galatina                        | 2-1                                        | Martina Franca                             | Finalista                                  |
| 2013-14  | Casarano                                   | Atletico Vieste                            | 3-3 (3-0 dcr)                              | Castellaneta                               | Quarti di Finale                           |
| 2014-15  | Virtus Francavilla                         | Atletico Mola                              | 2-2 (4-3 dcr)                              | Brindisi                                   | Campione                                   |
| 2015-16  | Gravina                                    | Hellas Taranto                             | 2-0                                        | Castellaneta                               | Quarti di Finale                           |
| 2016-17  | Team Altamura                              | Unione Calcio Bisceglie                    | 1-1 (4-2 dcr)                              | Gravina in Puglia                          | Quarti di Finale                           |
| 2017-18  | Soccer Trani                               | Fasano                                     | 3-1                                        | Monopoli                                   | Finalista                                  |
| 2018-19  | Casarano                                   | Corato                                     | 1-0 e 2-1                                  | Andria e Casarano                          | Campione                                   |
| 2019-20  | Corato                                     | Atletico Vieste                            | 0-0 e 3-1                                  | Ruvo di Puglia e Vieste                    | non terminata                              |
| 2020-21  | non terminata a causa pandemia di COVID-19 | non terminata a causa pandemia di COVID-19 | non terminata a causa pandemia di COVID-19 | non terminata a causa pandemia di COVID-19 | non terminata a causa pandemia di COVID-19 |
| 2021-22  | Barletta                                   | Martina                                    | 0-0 e 2-1                                  | Martina Franca e Molfetta                  | Campione                                   |
| 2022-23  | Manfredonia                                | Manduria                                   | 3-0 e 0-1                                  | Apricena e Manduria                        | 1º Turno                                   |
| 2023-24  | Manduria                                   | Molfetta Calcio                            | 0-0 e 2-1                                  | Galatina e Molfetta                        | Quarti di Finale                           |
| 2024-25  | Barletta                                   | Pro Italia Galatina                        | 1-0 e 4-0                                  | Galatina e Barletta                        | Finalista                                  |
| 2025-26  |                                            |                                            |                                            |                                            |                                            |

### Primato Coppa
| Squadra            | Titoli | Stagioni                                   |
| ------------------ | ------ | ------------------------------------------ |
| Virtus Francavilla | 4      | 2002-2003, 2006-2007, 2007-2008, 2014-2015 |
| Casarano           | 3      | 2008-2009, 2013-2014, 2018-2019            |
| Noicattaro         | 2      | 1995-1996, 1996-1997                       |
| Castellaneta       | 2      | 1999-2000, 2000-2001                       |
| San Paolo Bari     | 2      | 2001-2002, 2003-2004                       |
| Team Altamura      | 2      | 2004-2005, 2016-2017                       |
| Barletta           | 2      | 2021-2022, 2024-2025                       |
| San Severo         | 1      | 1993-1994                                  |
| Trepuzzi           | 1      | 1994-1995                                  |
| Squinzano          | 1      | 1997-1998                                  |
| Taurisano          | 1      | 1998-1999                                  |
| Lucera             | 1      | 2005-2006                                  |
| Nardò              | 1      | 2009-2010                                  |
| Monopoli           | 1      | 2010-2011                                  |
| Bisceglie          | 1      | 2011-2012                                  |
| Audace Cerignola   | 1      | 2012-2013                                  |
| Gravina            | 1      | 2015-2016                                  |
| Soccer Trani       | 1      | 2017-2018                                  |
| Corato             | 1      | 2019-2020                                  |
| Manfredonia        | 1      | 2022-2023                                  |
| Manduria           | 1      | 2023-2024                                  |

## Coppa di Promozione

### Albo d'oro
| Stagione | Vincitore           | Risultato          | Finalista         | Luogo                         |
| -------- | ------------------- | ------------------ | ----------------- | ----------------------------- |
| 2009-10  | Valenzano Japigia   | 0-0 (5-4 dcr)      | Real Squinzano    | Francavilla Fontana           |
| 2010-11  | Corato              | 3-1 (dts)          | Crispiano         | Monopoli                      |
| 2011-12  | Pro Italia Galatina | 2-0                | San Severo        | Rutigliano                    |
| 2012-13  | Casarano            | 1-0                | Castellaneta      | Francavilla Fontana           |
| 2013-14  | Bitonto             | 3-0                | Sporting Altamura | Rutigliano                    |
| 2014-15  | Gravina             | 3-1                | Leverano          | Francavilla Fontana           |
| 2015-16  | Audace Cerignola    | 1-0                | Fasano            | Gravina in Puglia             |
| 2016-17  | Fasano              | 2-1                | Omnia Bitonto     | Monopoli                      |
| 2017-18  | Mesagne             | 2-1                | Vigor Moles       | Brindisi                      |
| 2018-19  | Deghi Calcio Lecce  | 1-0 e 1-1          | Sporting Ordona   | Orta Nova e Lecce             |
| 2019-20  | Racale Calcio       | edizione annullata | United Sly Bari   | Racale e Bari                 |
| 2020-21  |                     | non terminata      |                   |                               |
| 2021-22  | Foggia Incedit      | 2-0 e 2-2          | Avetrana          | Foggia e Avetrana             |
| 2022-23  | Nuova Spinazzola    | 1-3 e 4-2          | Mesagne           | Mesagne e Spinazzola          |
| 2023-24  | Rinascita Refugees  | 2-0 e 5-1          | Virtus Palese     | Palese e Leverano             |
| 2024-25  | San Marco           | 1-3 e 3-0          | Leverano          | Leverano e San Marco in Lamis |
| 2025-26  |                     |                    |                   |                               |

## Coppa di Prima Categoria

### Albo d'oro
| Stagione | Vincitore               | Risultato          | Finalista                  | Luogo                       |
| -------- | ----------------------- | ------------------ | -------------------------- | --------------------------- |
| 1990-91  | Gravina                 |                    |                            |                             |
| 2004-05  | Casamassima             | 2-1 e 1-1          | San Donaci                 | Casamassima e San Donaci    |
| 2005-06  | Minervino Murge         | 0-0 (5-4 dcr)      | Miggiano                   | Fasano                      |
| 2006-07  | Tamburi Taranto         | 4-0                | Real Barletta              | Noicattaro                  |
| 2007-08  | Bitetto                 | 2-0                | Martano                    | Francavilla Fontana         |
| 2008-09  | Pulsano                 | 4-0                | San Paolo Bari             | Noci                        |
| 2009-10  | Casamassima             | 1-0                | Botrugno                   | Manduria                    |
| 2010-11  | Molfetta                | 2-0                | Carovigno                  | Castellana Grotte           |
| 2011-12  | Nuova Daunia            | 1-0                | Nuova Montalbano (Ostuni)  | Terlizzi                    |
| 2012-13  | Unione Calcio Bisceglie | 3-0                | Galatone                   | Ostuni                      |
| 2013-14  | Real San Giorgio        | L                  | Mesagne e Liberty Palo     | Francavilla Fontana         |
| 2014-15  | Cerignola               | 3-0                | Delfini Rosso Blu Massafra | Rutigliano                  |
| 2015-16  | Omnia Bitonto           | 1-0                | U.S. Pezze                 | Castellana Grotte           |
| 2016-17  | ASD Leverano calcio     | 2-0                | Vigor Moles                | Francavilla Fontana         |
| 2017-18  | Grottaglie              | 1-1 (4-2 dcr)      | Norba Conversano           | Fasano                      |
| 2018-19  | United Sly Bari         | 5-0 e 2-2          | Goleador Melendugno        | Bari e Melendugno           |
| 2019-20  |                         | edizione annullata |                            |                             |
| 2020-21  |                         | non terminata      |                            |                             |
| 2021-22  | Polisportiva Galatone   | 1-0 e 3-1          | Audace Cagnano             | Cagnano Varano e Galatone   |
| 2022-23  | Pro Italia Galatina     | 3-1 e 5-1          | Canusium Calcio            | Canosa di Puglia e Galatina |
| 2023-24  | Audace Barletta         | 2-0 e 0-1          | Squinzano                  | Squinzano e Barletta        |
| 2024-25  | Don Bosco Manduria      | 2-3 e 1-0          | Canusium Calcio            | Canosa di Puglia e Manduria |
| 2025-26  |                         |                    |                            |                             |

## Record e note
- Il Gravina e il Cerignola sono le uniche due squadre ad aver vinto tutte e tre le coppe regionali: il Gravina con le vittorie in Eccellenza 2015-2016 e Promozione 2014-2015 che si aggiungono al successo in 1ª Categoria nel 1990-1991, e il Cerignola con le vittorie in Eccellenza 2012-2013, Promozione 2015-2016 e 1ª Categoria 2014-2015.

- L'edizione 2013-14 è stata vinta dalla Real San Giorgio Jonico attraverso un triangolare dove vi hanno preso parte il Mesagne e la Liberty Palo; tutte e tre le squadre hanno terminato il girone con 3 punti, e a determinare la vittoria è stata la differenza reti. Questi sono stati i risultati degli incontri : Real San Giorgio-Liberty Palo 2-0, Liberty Palo-Mesagne 1-0 e Mesagne-Real San Giorgio 1-0.

- Le edizioni 2019-20 della Coppa Italia Promozione e della Coppa Puglia di Prime e Seconda categoria, sono state annullate a causa della Pandemia del COVID-19. Nel primo caso, si sarebbe dovuta disputare la finale (andata e ritorno) e nel secondo, il ritorno delle semifinali. L'andata (5 marzo 2020) si era conclusa con la vittoria esterne per 1-3 del Galatina Calcio sul Don Bosco Manduria, e con la vittoria interna per 2-1 della Polimnia Calcio sullo Sport Lucera.